# Barbalisso
Barbalisso era una città ricostruita nei pressi delle rovine dell'antica città di Emar nella provincia romana di Mesopotamia, ora in Siria.

## Storia
Era una città nella provincia della Siria Eufratense, presso la quale fu posizionata un'unità ausiliaria di Equites Dalmatae Illyriciani (unità di cavalleria, arruolata nei Balcani secondo quanto ci racconta la Notitia Dignitatum Orientis).
Nel 252 fu sede della battaglia tra Sasanidi, comandate dal "re dei re" Shapur I, e le truppe romane del governatore di Siria.
L'imperatore bizantino Giustiniano I costruì una nuova cerchia di mura.

## Archeologia del sito
Il suo sito si trova nei pressi della località di Qala'at Balis, che parzialmente mantiene l'antico nome, a sud del Tell Meskene (l'antica Emar), nella moderna Siria, lungo la strada che da Aleppo porta al sito di Sura, dove l'Eufrate gira improvvisamente verso est. Il significato di Barbarissos o Barbairissos nella più tarda Notitia è errato; così si ha Barbaricus campus in Procopio di Cesarea o in Michel Le Quien erroneamente la chiama Barbalissus come sinonimo di  Balbisse, una differente diocesi della Cappadocia, conosciuta solo nel 1143.